# Korpijärvi (sjö i Ruokolax, Södra Karelen)
Korpijärvi är en sjö i kommunen Ruokolax i landskapet Södra Karelen i Finland. Sjön ligger 112 meter över havet. Arean är 52 hektar och strandlinjen är 5,3 kilometer lång. Sjön  ingår i Hiitolanjokis huvudavrinningsområde.   Den ligger omkring 59 km nordöst om Villmanstrand och omkring 260 km nordöst om Helsingfors. 